# 衡山之谋
衡山之谋原出于管子一书，是管仲与齐桓公商讨应对衡山国的谋略讨论。但春秋时期并不存在衡山国，所以该则故事是后人假托管仲与齐桓公所为。现今有人认为这是古代的一次利用经济击溃敌国的战例。

## 出處
关于衡山之谋的讨论，出自管子輕重戊第八十四篇。

## 经过
桓公问管仲说；“我要找一个控制衡山国的办法，应怎样进行？”管仲回答说；“主公可派人出高价收购衡山国的兵器进行转卖。这样，燕国和代国一定跟着您去买，秦国和赵国听说后，一定跟您争着买。衡山兵器必然涨价一倍。若造成天下争购的局面，衡山兵器必然涨价十倍以上。”桓公说：“好。”便派人到衡山大量收购兵器，不與他们討价还价。齐国在衡山收购兵器十个月以后，燕、代两国听说，果然也派人去买。燕、代开展这项工作三个月以后，秦国听说，果然也派人去买。衡山君告诉其相国说：“天下各国都争购我国兵器，可把价钱再提高十倍以上賣出。”衡山国的百姓于是都放弃农业來发展制造兵器的工艺。齐国又派隰朋到赵国购运粮食，赵国粮价每石十五钱，隰朋則以每石五十钱收购。天下各国知道后，都运粮到齐国来卖。齐国用十七个月的时间收购兵器，用五个月的时间收购粮食，然后就封闭了关卡，断绝与衡山国的往来。燕、代、秦、赵四国也从衡山召回了使者。衡山国的兵器已经卖光，鲁国侵占了衡山的南部，齐国侵占了衡山的北部。衡山國自認没有兵器招架两國，便奉国而降齐了。

## 結果
鲁国攻占衡山国的南部，齐国攻占衡山国的北部，衡山国看自己已经没有足够械器抗衡两国，只好举手投降。

## 现代研究
2000年代，此内容被研究者认为是古代“货币战争”的一种形式，即通过提高物价水平，拖垮敌国的经济。